# Bæjarfjall (kulle i Island, Austurland)
Bæjarfjall är en kulle i republiken Island. Den ligger i regionen Austurland, 300 km öster om huvudstaden Reykjavík. Toppen på Bæjarfjall är 530 meter över havet.
Trakten runt Bæjarfjall är nära nog obefolkad, med mindre än två invånare per kvadratkilometer. Det finns inga samhällen i närheten. Trakten runt Bæjarfjall består i huvudsak av gräsmarker.